# 重長智子
重長 智子（しげなが ともこ、1982年8月6日 - ）は、静岡放送のアナウンサー。

## 来歴
大阪府池田市出身。身長152cm。 同志社女子大学学芸学部英語英文学科卒業後の2005年、静岡放送入社、同期はアナウンサーのキャリアとしては1年先輩にあたる小沼みのり。
主にリポーターとして活動している。また、地上デジタル放送推進大使も務めていた。
テレビ西日本の出口麻綾は年下だが、同じアナウンス学校に通っていたことから親交がある。静岡空港が開港した際、取材を兼ねて福岡を訪れ、出口と再会。その模様は互いにブログで綴った。
2015年結婚。第1子妊娠のため、2016年7月ごろから産休、2016年に第1子（男児）を出産。同年12月23日放送の「イブアイしずおか年末SPよりあい生放送エンタの公民館～ざぶとん持って全員集合～」(静岡放送)にVTRでサプライズ登場。2017年夏ごろに復帰の予定であることも発表。同年9月1日から同番組で復帰。2020年8月ごろから2度目の産休に入り、同年に第2子（女児）を出産、2021年9月1日から復帰。

## 現在の担当番組
- 鉄崎幹人のWASABI - 水曜パートナー（2025年4月2日〜）
- お買い物いいね!（テレビ）
- 静岡発そこ知り（テレビ、不定期）
- 静岡新聞ニュース（テレビ・ラジオ）

## 過去の担当番組
- SBSテレビ夕刊（2005年10月 - 2007年9月／スポーツキャスター、2007年10月 - 2008年3月／フィールドキャスター）
- とく報!4時ら（2008年4月 - 2009年3月／VTR出演）
- SBS土曜夕刊 スポーツ&ニュース（2007年4月 - 2008年3月）
- みちブラっ!静岡十八番（2006年4月 - 2011年3月）
- ORANGE （2019年9月 - 2022年3月／リポーター&ニュース）
- ふくわうち 月曜・火曜担当（2022年7月4日 - 2023年3月28日）

## 連載
- TVnavi静岡版（2012年5月号 - 10月号）